# Christoph Treudel
Johann Christoph Treudel (* 5. April 1593 in Frankfurt am Main; † 15. April 1648 ebenda) war Jurist und Älterer Bürgermeister in der Reichsstadt Frankfurt.

## Leben

### Herkunft
Treudel war der Sohn des 1588 eingebürgerten Frankfurter Gasthalters Hieronymus Treudel (erst im „Krachbein“, dann im „Großen Hirsch“) und dessen Ehefrau Dorothea geborene von Hachstat.

### Ausbildung und Wirken
Er studierte ab dem 28. Juni 1618 an der Universität Heidelberg Rechtswissenschaften. 1619 erhielt er das Frankfurter Bürgerrecht. Seit 1629 war er als Senator Ratsmitglied in Frankfurt und stieg 1635 zum Schöff auf. 1638 war er Älterer Bürgermeister. 

### Familie
1633 heiratete er Catharina (1610–1672), Tochter des Frankfurter Handelsmannes Hermann Liepold (1574–1627) und der Catharina geb. Ammermüller (1585–1634).